# Amphilochidea
Amphilochidea (лат.) — подотряд ракообразных из отряда бокоплавов.

## Описание
Тело латерально сжатое или дорсовентрально уплощенное с крупными или изредка мелкими коксами. Педункула антенны 2 со щеточными волосками (слабо развиты). Максиллярные пальпы хорошо развиты. Кокса переоподы 4 меньше или больше коксы переоподы 3. Рами уроподы 1—2 без апикальных жестких волосков

## Классификация
Включает около 4200 видов, 700 родов и 89 семейств, разделённых на два инфраотряда и 14 надсемейств.
- Инфраотряд Amphilochida
  - Парвотряд Amphilochidira
    - Надсемейство Amphilochoidea Boeck, 1871
      - Семейство Amphilochidae Boeck, 1871
      - Семейство Bolttsiidae Barnard & Karaman, 1987
      - Семейство Cressidae Stebbing, 1899
      - Семейство Cyproideidae J.L. Barnard, 1974
      - Семейство Didymocheliidae Bellan-Santini & Ledoyer, 1987
      - Семейство Nihotungidae J.L. Barnard, 1972
      - Семейство Pleustidae Buchholz, 1874
      - Семейство Sebidae Walker, 1908
      - Семейство Seborgiidae Holsinger in Holsinger & Longley, 1980
      - Семейство Stenothoidae Boeck, 1871

    - Надсемейство Iphimedioidea Boeck, 1871
      - Семейство Acanthonotozomatidae Stebbing, 1906
      - Семейство Acanthonotozomellidae Coleman & J.L. Barnard, 1991
      - Семейство Amathillopsidae Pirlot, 1934
      - Семейство Dikwidae Coleman & Barnard, 1991
      - Семейство Epimeriidae Boeck, 1871
      - Семейство Iphimediidae Boeck, 1871
      - Семейство Lafystiidae Sars, 1893
      - Семейство Laphystiopsidae Stebbing, 1899
      - Семейство Ochlesidae Stebbing, 1910
      - Семейство Odiidae Coleman & Barnard, 1991
      - Семейство Sicafodiidae Just, 2004
      - Семейство Stilipedidae Holmes, 1908
      - Семейство Vicmusiidae Just, 1990

    - Надсемейство Leucothoidea Dana, 1852
      - Семейство Leucothoidae Dana, 1852

  - Парвотряд Eusiridira
    - Надсемейство Eusiroidea Stebbing, 1888
      - Семейство Bateidae Stebbing, 1906
      - Семейство Eusiridae Stebbing, 1888
      - Семейство Miramarassidae Lowry, 2006
      - Семейство Thurstonellidae Lowry & Zeidler, 2008

    - Надсемейство Liljeborgioidea Stebbing, 1899
      - Семейство Liljeborgiidae Stebbing, 1899[4]
      - Семейство Pseudamphilochidae Lowry & Myers, 2017

  - Парвотряд Maxillipiidira
    - Надсемейство Maxillipioidea Ledoyer, 1973
      - Семейство Maxillipiidae Ledoyer, 1973

  - Парвотряд Oedicerotidira
    - Надсемейство Oedicerotoidea Lilljeborg, 1865
      - Семейство Exoedicerotidae Barnard & Drummond, 1982
      - Семейство Oedicerotidae Lilljeborg, 1865
      - Семейство Paracalliopiidae Barnard & Karaman, 1982
- Инфраотряд Lysianassida
  - Парвотряд Haustoriidira
    - Надсемейство Haustorioidea Stebbing, 1906
      - Семейство Cheidae Thurston, 1982
      - Семейство Condukiidae Barnard & Drummond, 1982
      - Семейство Haustoriidae Stebbing, 1906
      - Семейство Ipanemidae Barnard & Thomas, 1988
      - Семейство Otagiidae Hughes & Lörz, 2013
      - Семейство Phoxocephalidae G.O. Sars, 1891
      - Семейство Phoxocephalopsidae Barnard & Drummond, 1982
      - Семейство Platyischnopidae Barnard & Drummond, 1979
      - Семейство Pontoporeiidae Dana, 1852
      - Семейство Priscillinidae d’Udekem d’Acoz, 2006
      - Семейство Sinurothoidae Ren, 1999
      - Семейство Urohaustoriidae Barnard & Drummond, 1982
      - Семейство Urothoidae Bousfield, 1978
      - Семейство Zobrachoidae Barnard & Drummond, 1982

  - Парвотряд Lysianassidira
    - Надсемейство Alicelloidea Lowry & De Broyer, 2008[5]
      - Семейство Alicellidae Lowry & De Broyer, 2008
      - Семейство Parargissidae Lowry & Myers, 2017
      - Семейство Podoprionidae Lowry & Stoddart, 1996
      - Семейство Valettidae Stebbing, 1888
      - Семейство Valettiopsidae Lowry & De Broyer, 2008
      - Семейство Vemanidae Lowry & Myers, 2017

    - Надсемейство Aristioidea Lowry & Stoddart, 1997
      - Семейство Acidostomatidae Stoddart & Lowry, 2012
      - Семейство Ambasiidae Lowry & Myers, 2017
      - Семейство Aristiidae Lowry & Stoddart, 1997
      - Семейство Conicostomatidae Lowry & Stoddart, 2012
      - Семейство Derjugianidae Lowry & Myers, 2017
      - Семейство Endevouridae Lowry & Stoddart, 1997
      - Семейство Izinkalidae Lowry & Stoddart, 2010
      - Семейство Kergueleniidae Lowry & Stoddart, 2010
      - Семейство Lepidepecreellidae Stoddart & Lowry, 2010
      - Семейство Pakynidae Lowry & Myers, 2017
      - Семейство Sophrosynidae Lowry & Stoddart, 2010
      - Семейство Thoriellidae Lowry & Stoddart, 2011
      - Семейство Trischizostomatidae Lilljeborg, 1865
      - Семейство Wandinidae Lowry & Stoddart, 1990

    - Надсемейство Lysianassoidea Dana, 1849
      - Семейство Adeliellidae Lowry & Myers, 2017
      - Семейство Amaryllididae Lowry & Stoddart, 2002
      - Семейство Cebocaridae Lowry & Stoddart, 2011
      - Семейство Cyclocaridae Lowry & Stoddart, 2011
      - Семейство Cyphocarididae Lowry & Stoddart, 1997
      - Семейство Eurytheneidae Stoddart & Lowry, 2004
      - Семейство Hirondelleidae Lowry & Stoddart, 2010
      - Семейство Lysianassidae Dana, 1849
      - Семейство Opisidae Lowry & Stoddart, 1995
      - Семейство Scopelocheiridae Lowry & Stoddart, 1997
      - Семейство Tryphosidae Lowry & Stoddart, 1997
      - Семейство Uristidae Hurley, 1963

    - Надсемейство Stegocephaloidea Dana, 1852
      - Семейство Stegocephalidae Dana, 1852

  - Парвотряд Synopiidira
    - Надсемейство Dexaminoidea Leach, 1814[6]
      - Семейство Atylidae Lilljeborg, 1865
      - Семейство Dexaminidae Leach, 1814
      - Семейство Lepechinellidae Schellenberg, 1926
      - Семейство Melphidippidae Stebbing, 1899
      - Семейство Pardaliscidae Boeck, 1871

    - Надсемейство Synopioidea Dana, 1852
      - Семейство Ampeliscidae Krøyer, 1842
      - Семейство Argissidae Walker, 1904
      - Семейство Synopiidae Dana, 1853